# Elecciones generales de Costa Rica de 2006
Las Elecciones presidenciales de Costa Rica de 2006 se llevaron a cabo el domingo 5 de febrero de 2006. En ella se eligieron los diputados durante el cuatrienio comprendido entre el 1 de mayo de 2006 y el 1 de mayo de 2010 y el presidente y los vicepresidentes que gobernaron entre el 8 de mayo de 2006 y el 8 de mayo de 2010. El resultado fue favorable al candidato Óscar Arias Sánchez con un porcentaje de 40.92%, apenas suficiente para no tener que realizar una segunda ronda como en el año 2002 (se necesita al menos un 40% de los votos emitidos) y seguido muy de cerca por el candidato del PAC, Ottón Solís Fallas, que logró un 39.80%, lo que motivó un conteo exhaustivo de votos por parte del Tribunal Supremo de Elecciones.
Para esta elección, que se hizo en forma paralela a la de los Diputados de la Asamblea Legislativa y los Regidores de los distintos Cantones del país, se inscribieron 15 candidatos presidenciales.

## Antecedentes de la Elección
En las Elecciones presidenciales de Costa Rica de 2002 crece el abstencionismo y aumenta el porcentaje de personas que decían no simpatizar con ningún partido político. En dichas elecciones el entonces recién creado Partido Acción Ciudadana, logra aglutinar el descontento con el bipartidismo y está a punto de situarse por encima del Partido Liberación Nacional. En esas elecciones ninguno de los partidos contendientes alcanzó el 40% de los votos válidos señalado por la Constitución Política y la normativa electoral, por lo que se debe realizar una segunda vuelta entre los dos candidatos que obtuvieron mayor número de votos. Gana Abel Pacheco de la Espriella, el candidato del Partido Unidad Social Cristiana, quien disputó contra Rolando Araya Monge, del Partido Liberación Nacional.
Una vez pasadas las elecciones, el Gobierno de Abel Pacheco está prácticamente sin partido por los roces con el líder del PUSC, Rafael Ángel Calderón Fournier. Por otra parte, la oposición se encuentra desorganizada y las encuestas muestran un descenso de las simpatías partidarias y un aumento de las personas que dicen no simpatizar con ningún partido. Sin embargo, los datos de una encuesta realizada por la Empresa UNIMER del 10 al 19 de mayo de 2003, señalan un cambio favorable al PLN, porque aumenta el porcentaje de personas que dicen simpatizar por ese partido.
El 4 de abril de 2003, la Sala Constitucional declara con lugar dos acciones de inconstitucionalidad presentadas contra la reforma al artículo 132 de la Constitución Política aprobada en 1969, que impedía la reelección presidencial. La resolución de la Sala Constitucional abre un nuevo escenario en la política costarricense, porque le permite al PLN,  --derrotado en dos elecciones consecutivas--, disponer de un candidato con muchas posibilidades de triunfo. Estas posibilidades se acrecientan con los escándalos de corrupción en los que se vieron envueltos Rafael Ángel Calderón Fournier y Miguel Ángel Rodríguez Echeverría, quienes encabezaron gobiernos del Partido Unidad Social Cristiana.
Pese a ello, las opiniones del grueso de la ciudadana se mantenían oscilantes. En una encuesta realizada por la firma UNIMER en abril de 2005, a menos de un año de las elecciones, solamente el 11% de los posibles electores estaba decidido a votar. Dentro de ese grupo Arias Sánchez captaba el 48% de las preferencias. Solís Fallas, del Partido Acción Ciudadana (PAC), lo seguía de lejos, con el 19% de las preferencias. La mayoría no se había decidido o no manifestaba claramente sus preferencias.

## Primarias
En estas elecciones ninguno de los partidos políticos participantes realizó primarias, todos escogieron a sus candidatos mediante sus asambleas nacionales sin realizar las conocidas convenciones nacionales.

## Partidos políticos fundados para esta elección
Los partidos políticos Accesibilidad Sin Exclusión, Frente Amplio y Restauración Nacional (que tendrían protagonismo en futuras elecciones) se inscribieron a escala provincial por San José en esta elección obteniendo un diputado cada uno; Óscar Andrés López Arias, José Merino del Río y Guyón Massey Mora respectivamente.

### Alianza Democrática Nacionalista

Bandera Alianza Democrática Nacionalista.

Fundado el 29 de mayo de 2004. Surge como proyecto político del exministro socialcristiano, José Miguel Villalobos, su candidato presidencial. Se opuso al TLC e intentó una fallida coalición con el izquierdista Unión Patriótica. El partido no se reeinscribió para las elecciones presidenciales de Costa Rica de 2010.
El ADN no logró nombrar ningún diputado ni regidor en estas elecciones. En las siguientes Elecciones municipales de Costa Rica de 2006 obtuvo tres concejales en el cantón de Nicoya, provincia de Guanacaste. Se disolvió el 17 de marzo de 2010.

### Patria Primero

Bandera Patria Primero

Fundado por el diputado Juan José Vargas, quien obtuvo su escaño como candidato del Partido Acción Ciudadana, renunciando al año por no estar de acuerdo rígido Código Ético del mismo, abandono el partido con 8 diputados más formando el Bloque Patriótico. Su partido de tinte conservador dijo defender principios católicos. Su candidato a diputado principal en el 2006, el exfutbolista Evaristo Coronado, no logró el curul.

### Nueva Liga Feminista

Bandera Nueva Liga Feminista

La Nueva Liga Feminista fue un partido político costarricense fundado por un grupo de mujeres dirigentes feministas de izquierda el 4 de febrero de 2005. El mismo se reivindicaba como seguidor de las luchas de la primera liga. El partido se formó a nivel provincial de San José, con el objetivo de competir en las elecciones del 2006. [cita requerida]En el contexto de una sociedad relativamente conservadora como la de Costa Rica, diversos temas controversiales eran apoyados por el partido, entre ellos el matrimonio igualitario, los derechos sexuales y reproductivos y la legalización y regulación del aborto.
Aunque el Partido Nueva Liga Feminista inscribió candidaturas para diputados por la provincia de San José y para regidores en el cantón de Tarrazú, no logró la votación para nombrar ningún diputado ni regidor. El partido no participó en las elecciones municipales de ese mismo año y tampoco se reinscribió para las elecciones del 2010 declarado por el Tribunal Supremo de Elecciones disuelto el 25 de marzo de 2010.

### Unión Para el Cambio

Bandera Unión Para el Cambio

Unión Para el Cambio fue un efímero y ya desaparecido partido político de Costa Rica, fundado por el exministro y candidato presidencial del Partido Liberación Nacional, Antonio Álvarez Desanti, como plataforma presidencial para las elecciones del 2006. Se proclamaba socialdemócrata. Aunque en un tiempo Álvarez estuvo de tercero en las encuestas, después del PLN y del candidato del Partido Acción Ciudadana, el repunte del Movimiento Libertario lo relegó al cuarto lugar de intención de voto con un 10%, y siguió bajando, hasta obtener menos del 1%. Su candidato a diputado principal fue el cuñado de Álvarez, Ennio Rodríguez. No obtuvo diputados, pero ganó la alcaldía del cantón de Montes de Oca, provincia de San José.
En enero del 2007, Antonio Álvarez Desanti decidió disolver el partido y regresar a las filas del PLN, aduciendo además que aspiraba ser candidato de esa agrupación para las elecciones del 2010. Según la carta remitida por este al presidente del Tribunal Supremo de Elecciones, el 90% de los miembros de la Asamblea Nacional apoyaron tal disposición, por lo cual, el partido dejó de existir formalmente.

### Unión Patriótica

Bandera Unión Patriótica

Unión Patriótica fue fundada por el diputado Humberto Arce, uno de los seis diputados expulsados del Partido Acción Ciudadana por incumplimiento del código ético. La fracción resultante, llamada Bloque Patriótico, se dividió conservando solo tres diputados ex pacsistas además de Arce; Rafael Vargas y Quirico Jiménez. Arce formó el partido ofreciéndole la candidatura presidencial al exdiputado liberacionista José Miguel Corrales Bolaños, quien fue tres veces aspirante presidencial del PLN (dos como precandidato y una como candidato) y derrotado en todos los casos. Aunque inicialmente aceptó, Corrales luego renunció a la candidatura por conflictos con Arce. Arce sería nombrado candidato presidencial en lugar de Corrales. La coalición de partidos impulsada por UP, a la cual se unió Alianza Democrática Nacionalista y Rescate Nacional, se disolvería poco después. Luego, Unión Patriótica recibirá la adhesión de la diputada Gloria Valerín Rodríguez, quien desertó del PUSC, y se convirtió en candidata a vicepresidenta. Estos cinco diputados, Corrales, Arce, Vargas, Jiménez y Valerín, conformaron la fracción de la UP hasta el 2006. Su principal candidato a diputado, el sindicalista José Luis Vega Carballo, no obtuvo la diputación. 
El 5 de abril del 2009 en el Edificio Cooperativo realizó su asamblea nacional al lado de Rescate Nacional, pero no pudo finalizar el proceso de renovación de estructuras.

## Campaña
La izquierda presentó varios candidatos mediante partidos izquierdistas históricos y todos figuras de larga militancia como fueron Vladimir de la Cruz por Fuerza Democrática, Álvaro Montero Mejía por Rescate Nacional y Humberto Vargas Carbonell por Coalición Izquierda Unida. Además figuras disidentes de los partidos tradicionales fundaron partidos nuevos que solo funcionaron para esa elección: salido del PLN, Antonio Álvarez Desanti funda UPC, salido del PUSC José Manuel Echandi resucita el PUN, salido del PUSC José Miguel Villalobos funda ADN, salido del PAC Juan José Fallas crea Patria Primero y salidos del PAC, PUSC y PLN Humberto Arce, José Miguel Corrales y Gloria Valerín que fundan Unión Patriótica.
Aun así la mayoría de los votos van entre Óscar Arias del PLN y Ottón Solís del PAC quedando casi empatados. Se percibe un crecimiento en el Movimiento Libertario en su voto para presidente (no así para diputados en esta ocasión) y tres partidos provinciales sin candidato presidencial obtienen diputados por primera vez, uno cada uno; PASE, Frente Amplio y Restauración Nacional. El otrora poderoso PUSC, por largo tiempo uno de los partidos más grandes del país, se reduce al cuarto lugar con 3% de los votos.
Finalmente vence Arias siendo electo presidente de Costa Rica por segunda vez.

## Candidatos
| Partido | Partido                          | Candidato presidencial | Candidato presidencial |
| ------- | -------------------------------- | ---------------------- | --- |
|         | Partido Liberación Nacional      |                        | Óscar Arias Sánchez, presidente de la República en el periodo 1986-1990 y ganador del Premio Nobel de la Paz en 1987. Su nombre fue avalado como candidato presidencial después de que una polémica Enmienda Constitucional aprobada por la Sala IV lo habilitara para tal efecto, puesto que anterior a esto, desde 1970, estaba prohibida la reelección presidencial. |
|         | Partido Acción Ciudadana         |                        | Ottón Solís Fallas, candidato cofundador del partido que representa, y fue candidato también en las elecciones del 2002, en la que dio la sorpresa, al conseguir ser la tercera fuerza política del país, rompió con el bipartidismo imperante en el país hasta entonces. En esta elección, llegó como la segunda fuerza, ganando apoyo en forma vertiginosa. Las encuestas lo tenían con un 17% en agosto de 2005, y en los últimos días de enero de 2006, llegaba al 31%. El 5 de febrero obtuvo el 40% de los sufragios. Solís es fuerte detractor del Tratado de Libre Comercio con Estados Unidos, proponiendo la renegociación de dicho tratado. De acuerdo con su partido, la ratificación e implementación del acuerdo afectará negativamente a los agricultores y las compañías industriales del país. |
|         | Movimiento Libertario            |                        | Otto Guevara Guth es cofundador del partido que representa (1994). Rigoberto Stewart y Raúl Costales (también cofundadores) ya no forman parte de dicho partido. En 1998 fue elegido diputado a la Asamblea Legislativa. Participó también en las elecciones del 2002 obteniendo menos del 3% de los votos. Para las elecciones del 2006 creció al 8.5%. Guevara es un político libertario, quien cree en los recortes de los programas sociales de gobierno, liberalización de la economía y reducción de Estado. |
|         | Partido Unidad Social Cristiana  |                        | Ricardo Toledo Carranza fue el candidato del partido de gobierno saliente, y amigo cercano del presidente Abel Pacheco con un amplio historial dentro del partido, entre otras cosas, Presidente de la Juventud Socialcristiana, Viceministro de Trabajo, y Ministro de Gobernación, en conjunto con su posición de diputado en la Asamblea Legislativa. |
|         | Unión Para el Cambio             |                        | Antonio Álvarez Desanti exministro, exdiputado, expresidente del Congreso y empresario, Desanti salió de las filas del Partido Liberación Nacional tras ser derrotado en las internas por Arias y fundó un partido nuevo solamente para esta elección. No obtuvo diputados. |
|         | Partido Unión Nacional           |                        | José Manuel Echandi Meza El exsociacristiano José Manuel Echandi resucita el Partido Unión Nacional, que antes llevó a la presidencia a Ascensión Esquivel Ibarra, a Otilio Ulate Blanco y a Mario Echandi Jiménez (tío de Echandi y quien apoyó expresamente a este partido). Finalmente obtienen un escaño y José Manuel llega al Congreso pero este se separa del partido tiempo después, quedando Unión Nacional, por cuarta vez en la historia, sin un atractivo político. |
|         | Patria Primero                   |                        | Juan José Vargas Fallas, diputado disidente de Acción Ciudadana, Juan José Vargas Fallas llega como candidato de un partido nuevo, Patria Primero. Cuenta con una ventaja, al igual que el presidente electo en el 2002, Abel Pacheco, es una figura conocida por la gente pues abría la programación de Canal 7 con un pequeño espacio de motivación. No obtuvo cargos. |
|         | Renovación Costarricense         |                        | Bolívar Serrano Hidalgo, pastor evangélico. En esta elección su partido no obtiene diputados. |
|         | Partido Integración Nacional     |                        | Walter Muñoz Céspedes, médico y exdiputado que propone una reforma a la Caja Costarricense de Seguro Social. No obtuvo diputados. |
|         | Alianza Democrática Nacionalista |                        | José Miguel Villalobos Umaña, abogado penalista ex socialcristiano y exministro, opositor al TLC, fundó este partido con tintes nacionalistas que solo participó en estas elecciones. No obtuvo cargos de elección popular. |
|         | Fuerza Democrática               |                        | Vladimir de la Cruz de Lemos, profesor e historiador Vladimir de la Cruz es candidato de nuevo por Fuerza Democrática, el popularmente conocido Naranjazo, el cual en un momento fue una de las principales fuerzas de oposición del país. En el 2002 el Fenómeno PAC los deja sin diputados y en el 2006 tampoco se obtienen resultados favorables, dejando el campo de principal partido de izquierda al Frente Amplio, hacia donde migraron muchos de sus antiguos integrantes. |
|         | Rescate Nacional                 |                        | Álvaro Montero Mejía, el ya conocido líder izquierdista, Álvaro Montero Mejía, es electo candidato de Rescate Nacional. En estas elecciones el partido recibe un terrible golpe de último momento, que lo aleja de la presidencia y le impide obtener escaños legislativos. Efectivamente, por irregularidades en las asambleas nacionales de su partido, el Tribunal Supremo de Elecciones anuló las candidaturas a vicepresidentes y diputados. |
|         | Coalición Izquierda Unida        |                        | Humberto Vargas Carbonell, Varios partidos de ideología izquierdista entre los que se destacan Vanguardia Popular se alinean para llevar a la presidencia a don Humberto Vargas Carbonell, obteniendo poco más de dos mil votos y ningún cargo. |
|         | Unión Patriótica                 |                        | Humberto Arce Salas, diputado disidente de Acción Ciudadana se alía con el excandidato de Liberación Nacional, José Miguel Corrales y con la polémica diputada socialcristiana Gloria Valerín y funda el partido de izquierda Unión Patriótica, el menos votado en estas elecciones se disuelve poco después. |

## Presidente y vicepresidentes

### Resultados
|  | 40.92 % |

|  | 39.80 % |

|  | 8.48 % |

|  | 3.55 % |

|  | 2.44 % |

|  | 1.64 % |

|  | 1.08 % |

|  | 0.96 % |

|  | 0.32 % |

|  | 0.23 % |

|  | 0.19 % |

|  | 0.15 % |

|  | 0.14 % |

|  | 0.11 % |

|  | 97.64 % |

|  | 0.53 % |

|  | 1.83 % |

|  | 100.00 % |

|  | 65.21 % |

### Por provincia
| Provincia  | Arias (PLN) | Arias (PLN) | Solís (PAC) | Solís (PAC) | Guevara (ML) | Guevara (ML) | Toledo (PUSC) | Toledo (PUSC) | Desanti (UPC) | Desanti (UPC) | Echandi (UN) | Echandi (UN) | Otros  | Otros |      |
| Provincia  | Votos       | %           | Votos       | %           | Votos        | %            | Votos         | %             | Votos         | %             | Votos        | %            | Votos  | %     |      |
| ---------- | ----------- | ----------- | ----------- | ----------- | ------------ | ------------ | ------------- | ------------- | ------------- | ------------- | ------------ | ------------ | ------ | ----- | ---- |
| Provincia  | Alajuela    | 125.364     | 40,49       | 135.750     | 43,85        | 20.388       | 6,59          | 8.425         | 2,72          | 6.780         | 2,19         | 4.161        | 1,34   | 8.712 | 2,82 |
| Cartago    | 82.504      | 40,84       | 77.175      | 38,20       | 20.908       | 10,35        | 6.610         | 3,27          | 3.574         | 2,78          | 3.574        | 1,77         | 3.021  | 2,79  |      |
| Guanacaste | 52.210      | 49,90       | 32.712      | 31,26       | 6.779        | 6,48         | 6.181         | 5,91          | 1.677         | 1,60          | 1.194        | 1,14         | 1.852  | 3,71  |      |
| Heredia    | 66.122      | 39,21       | 73.692      | 43,70       | 13.055       | 7,74         | 4.717         | 2,80          | 3.985         | 2,36          | 2.559        | 1,52         | 4.505  | 2,67  |      |
| Limón      | 42.606      | 40,38       | 31.191      | 29,56       | 14.252       | 13,51        | 6.807         | 6,45          | 2.894         | 2,74          | 1.697        | 1,86         | 5.791  | 5,50  |      |
| Puntarenas | 57.872      | 47,20       | 36.886      | 30,09       | 11.813       | 9,64         | 7.987         | 6,51          | 2.176         | 1,77          | 1.264        | 1,03         | 4.606  | 3,76  |      |
| San José   | 237.873     | 38,93       | 258.976     | 42,39       | 50.515       | 8,27         | 16.928        | 2,77          | 16.422        | 2,69          | 11.874       | 1,94         | 18.411 | 3,01  |      |
| Total      | 664.551     | 40,92       | 646.382     | 39,80       | 137.710      | 8,48         | 57.655        | 3,55          | 39.557        | 2,44          | 26.593       | 1,64         | 51.544 | 3,17  |      |

### Geografía electoral
El PLN ganó en 51 de los 81 cantones del país, siendo más favorecido en las zonas costeras y rurales, mientras el PAC ganó en 30, la mayoría de estos cantones urbanizados. Aunque el número de cantones donde ganó el PAC fue menor, por ser cantones más citadinos, estaban más poblados de ahí que la votación recibida por los dos principales candidatos fuera tan similar. El cantón donde Solís recibió mayor apoyo fue San Ramón donde obtuvo 23% de ventaja sobre Arias

## Asamblea Legislativa
Las elecciones legislativas de Costa Rica de 2006 fueron un proceso electoral realizado el día 7 de febrero, paralelamente con las elecciones presidenciales y de regidores. En ellas se eligieron a los 57 diputados de la Asamblea Legislativa.

### Repartición
Los diputados se eligen por provincias y numéricamente se reparten:
- 20 para San José
- 11 para Alajuela
- 7 para Cartago
- 5 para Puntarenas
- 5 para Heredia
- 5 para Limón
- 4 para Guanacaste

### Partidos participantes
Los resultados de las elecciones por partido fueron los siguientes. Cabe destacar que al partido Rescate Nacional se le anularon sus candidaturas diputadiles por parte del Tribunal Supremo de Elecciones por irregularidades en sus asambleas, así que no presentó papeleta parlamentaria, sólo para presidente. 
Algunos partidos obtuvieron más cantidad de voto popular que otros, pero no obtuvieron diputados, esto debido al sistema costarricense de cocientes y subcocientes que hace que los partidos que obtengan mayor respaldo en las provincias más pobladas obtengan con más facilidad escaños. Además, debe recordarse que tres de estos partidos; Frente Amplio, PASE y Restauración Nacional eran provinciales, así que su cantidad de votos recibidos es respecto a la provincia de San José y no de todo el país. 
|  | 36.54 % |

|  | 25.34 % |

|  | 9.17 % |

|  | 7.82 % |

|  | 3.46 % |

|  | 2.50 % |

|  | 2.35 % |

|  | 2.04 % |

|  | 1.59 % |

|  | 1.64 % |

|  | 1.10 % |

|  | 0.90 % |

|  | 0.85 % |

|  | 0.80 % |

|  | 0.73 % |

|  | 0.49 % |

|  | 0.53 % |

|  | 0.49 % |

|  | 0.36 % |

|  | 0.31 % |

|  | 0.22 % |

|  | 0.18 % |

|  | 0.15 % |

|  | 0.12 % |

|  | 0.09 % |

|  | 0.09 % |

|  | 0.06 % |

|  | 96.98 % |

|  | 0.88 % |

|  | 2.06 % |

|  | 100.00 % |

|  | 65.20 % |

### Por provincia
| Provincia  | Liberación Nacional | Liberación Nacional | Acción Ciudadana | Acción Ciudadana | Movimiento Libertario | Movimiento Libertario | Unidad Social Cristiana | Unidad Social Cristiana | Renovación Costarricense | Renovación Costarricense | Unión Nacional | Unión Nacional | Unión para el Cambio | Unión para el Cambio | Patria Primero | Patria Primero | Fuerza Democrática | Fuerza Democrática | Integración Nacional | Integración Nacional | Otro | Otro |   |
| Provincia  | %                   | S                   | %                | S                | %                     | S                     | %                       | S                       | %                        | S                        | %              | S              | %                    | S                    | %              | S              | %                  | S                  | %                    | S                    | %    | S    |   |
| ---------- | ------------------- | ------------------- | ---------------- | ---------------- | --------------------- | --------------------- | ----------------------- | ----------------------- | ------------------------ | ------------------------ | -------------- | -------------- | -------------------- | -------------------- | -------------- | -------------- | ------------------ | ------------------ | -------------------- | -------------------- | ---- | ---- | - |
| Provincia  | San José            | 33.6                | 7                | 26.1             | 5                     | 9.2                   | 2                       | 6.2                     | 2                        | 2.1                      | 0              | 2.8            | 1                    | 2.2                  | 0              | 2.1            | 0                  | 0.8                | 0                    | 1.1                  | 0    | 13.8 | 3 |
| Alajuela   | 37.3                | 5                   | 27.7             | 4                | 7.8                   | 1                     | 6.9                     | 1                       | 4.2                      | 0                        | 2.5            | 0              | 2.4                  | 0                    | 1.3            | 0              | 0.7                | 0                  | 0.5                  | 0                    | 8.7  | 0    |   |
| Cartago    | 35.2                | 3                   | 27.7             | 3                | 10.4                  | 1                     | 7.1                     | 0                       | 2.0                      | 0                        | 1.9            | 0              | 2.8                  | 0                    | 1.4            | 0              | 0.7                | 0                  | 1.1                  | 0                    | 9.8  | 0    |   |
| Heredia    | 36.4                | 3                   | 30.6             | 2                | 9.0                   | 0                     | 8.3                     | 0                       | 4.2                      | 0                        | 1.9            | 0              | 2.2                  | 0                    | 1.6            | 0              | 0.7                | 0                  | 0.8                  | 0                    | 4.3  | 0    |   |
| Puntarenas | 44.7                | 2                   | 18.6             | 1                | 10.0                  | 1                     | 12.8                    | 1                       | 5.4                      | 0                        | 1.3            | 0              | 2.2                  | 0                    | 1.6            | 0              | 1.6                | 0                  | 0.3                  | 0                    | 2.0  | 0    |   |
| Limón      | 37.0                | 2                   | 17.4             | 1                | 11.7                  | 1                     | 12.3                    | 1                       | 7.2                      | 0                        | 3.8            | 0              | 3.1                  | 0                    | 1.4            | 0              | 1.6                | 0                  | 0.8                  | 0                    | 3.7  | 0    |   |
| Guanacaste | 44.6                | 3                   | 16.6             | 1                | 7.2                   | 0                     | 10.9                    | 0                       | 4.9                      | 0                        | 3.1            | 0              | 1.8                  | 0                    | 0.8            | 0              | 0.7                | 0                  | 0.4                  | 0                    | 8.9  | 0    |   |
| Total      | 36.5                | 25                  | 25.3             | 17               | 9.2                   | 6                     | 8.2                     | 5                       | 3.5                      | 0                        | 2.5            | 1              | 2.4                  | 0                    | 1.6            | 0              | 0.8                | 0                  | 0.8                  | 0                    | 9.5  | 3    |   |

## Concejos municipales
Las elecciones de regidores municipales de Costa Rica de 2006 fueron un proceso electoral realizado el 5 de febrero, paralelamente con las elecciones presidenciales y legislativas. En ellas se eligieron los 495 regidores propietarios y los 495 suplentes que forman los Consejos Municipales.
| Partido                   | Partido                                         | Votos     | %      | ±      | Regidores | Regidores |
| Partido                   | Partido                                         | Votos     | %      | ±      | Total     | +/-       |
| ------------------------- | ----------------------------------------------- | --------- | ------ | ------ | --------- | --------- |
|                           | Partido Liberación Nacional (PLN)               | 585,809   | 36.41  | +7.20  | 228       | +50       |
|                           | Partido Acción Ciudadana (PAC)                  | 394,854   | 24.54  | +4.10  | 139       | +38       |
|                           | Partido Unidad Social Cristiana (PUSC)          | 143,008   | 8.89   | -22.03 | 59        | -121      |
|                           | Movimiento Libertario (ML)                      | 135,148   | 8.40   | +2.85  | 36        | +49       |
|                           | Renovación Costarricense (RC)                   | 50,416    | 3.13   | -0.46  | 4         | -3        |
|                           | Unión para el Cambio (UPC)                      | 45,885    | 2.85   | Nuevo  | 1         | Nuevo     |
|                           | Unión Nacional (PUN)                            | 42,853    | 2.66   | Nuevo  | 3         | Nuevo     |
|                           | Restauración Nacional (PREN)                    | 22,579    | 1.40   | Nuevo  | 2         | Nuevo     |
|                           | Patria Primero (PPP)                            | 19,326    | 1.20   | Nuevo  | 0         | Nuevo     |
|                           | Alianza Democrática Nacionalista (ADN)          | 14,982    | 0.93   | Nuevo  | 0         | Nuevo     |
|                           | Integración Nacional (PIN)                      | 14,162    | 0.88   | -0.77  | 0         | -1        |
|                           | Fuerza Democrática (PFD)                        | 13,912    | 0.86   | -1.78  | 0         | -4        |
|                           | Unión Patriótica (UP)                           | 13,075    | 0.81   | Nuevo  | 0         | Nuevo     |
|                           | Partido Unión Agrícola Cartaginés (PUAC)        | 9,029     | 0.56   | +0.56  | 2         | +2        |
|                           | Acción Laborista Agrícola (PALA)                | 8,979     | 0.56   | -0.05  | 3         | +1        |
|                           | Frente Amplio (FA)                              | 8,068     | 0.50   | Nuevo  | 0         | Nuevo     |
|                           | Guanacaste Independiente (PGI)                  | 6,536     | 0.41   | +0.36  | 2         | +2        |
|                           | Yunta Progresista Escazuceña (YPE)              | 6,116     | 0.38   | -0.13  | 2         | -1        |
|                           | Izquierda Unida (IU)                            | 6,108     | 0.38   | Nuevo  | 0         | Nuevo     |
|                           | Curridabat Siglo XXI (CSXXI)                    | 5,643     | 0.35   | +0.10  | 2         | +1        |
|                           | Auténtico Herediano (PAH)                       | 5,479     | 0.34   | Nuevo  | 0         | Nuevo     |
|                           | Acción Democrática Alajuelense (PADA)           | 5,357     | 0.33   | +0.33  | 0         | Nuevo     |
|                           | Unión Palmareña (PUPal)                         | 5,015     | 0.31   | Nuevo  | 2         | Nuevo     |
|                           | Integración Provincial 3 (PIP-3)                | 4,425     | 0.28   | Nuevo  | 0         | Nuevo     |
|                           | Partido del Sol (PdS)                           | 3,999     | 0.25   | -0.07  | 2         | 0         |
|                           | Goicoechea en Acción (PGEA)                     | 3,536     | 0.22   | Nuevo  | 0         | Nuevo     |
|                           | Auténtico Labrador de Coronado (PALABRA)        | 3,098     | 0.19   | Nuevo  | 1         | Nuevo     |
|                           | Verde Ecologista (PVE)                          | 3,070     | 0.19   | Nuevo  | 0         | Nuevo     |
|                           | Moravia Progresista (PMP)                       | 2,929     | 0.18   | Nuevo  | 1         | Nuevo     |
|                           | El Puente y los Caminos de Mora (PYCM)          | 2,815     | 0.17   | Nuevo  | 2         | Nuevo     |
|                           | Partido Comunal Pro-Curri (PCPC)                | 2,664     | 0.17   | Nuevo  | 1         | Nuevo     |
|                           | Partido Alajuelita Nueva (PALNU)                | 2,076     | 0.13   | +0.01  | 1         | 0         |
|                           | Acción Cantonal Siquirres Independiente (PACSI) | 1,870     | 0.12   | +0.05  | 1         | +1        |
|                           | Fuerza Agrícola de los Cartagineses (FAC)       | 1,735     | 0.11   | -0.16  | 0         | Nuevo     |
|                           | Movimiento de Trabajadores y Campesinos (MTC)   | 1,718     | 0.11   | Nuevo  | 0         | Nuevo     |
|                           | Fuerza Comunal Desamparadeña (FCD)              | 1,676     | 0.10   | Nuevo  | 0         | Nuevo     |
|                           | Auténtico Sarapiqueño (PASAR)                   | 1,460     | 0.09   | -0.03  | 1         | 0         |
|                           | Acción Quepeña (PAQ)                            | 1,452     | 0.09   | -0.04  | 2         | 0         |
|                           | Independiente Belemita (PIB)                    | 1,303     | 0.08   | +0.04  | 1         | +1        |
|                           | Auténtico Turrialbeño (PATC)                    | 1,217     | 0.08   | Nuevo  | 0         | Nuevo     |
|                           | Humanista de Heredia (PH-Her)                   | 1,047     | 0.07   | +0.05  | 0         | 0         |
|                           | Humanista de Montes de Oca (PH-MdO)             | 986       | 0.06   | -0.02  | 0         | -1        |
|                           | Autónomo Oromontano (PAO)                       | 859       | 0.05   | Nuevo  | 1         | Nuevo     |
|                           | Auténtico Pilárico (PAUPI)                      | 830       | 0.05   | Nuevo  | 0         | Nuevo     |
|                           | Garabito Ecológico (PEG)                        | 770       | 0.05   | -0.01  | 1         | -2        |
|                           | Alianza por San José (PASJ)                     | 542       | 0.03   | -0.05  | 0         | Nuevo     |
|                           | Organización Laborista de Aguirre (OLA)         | 505       | 0.03   | Nuevo  | 0         | Nuevo     |
|                           | Nueva Liga Feminista (NLF)                      | 79        | 0.01   | Nuevo  | 0         | Nuevo     |
|                           |                                                 |           |        |        |           |           |
| Votos válidos             | Votos válidos                                   | 1,609,000 | 96.76  |        |           |           |
| Votos en blanco           | Votos en blanco                                 | 17,733    | 1.07   |        |           |           |
| Votos nulos               | Votos nulos                                     | 36,063    | 2.17   |        |           |           |
| Total                     | Total                                           | 1,662,796 | 100.00 | -      | 500       | -3        |
| Registrados/Participación | Registrados/Participación                       | 2,550,613 | 65.19  |        |           |           |
|                           |                                                 |           |        |        |           |           |
| Fuentes:                  |                                                 |           |        |        |           |           |

### Repartición
El cantón Central de San José, el más poblado, nombró 13 regidores. Desamparados y Alajuela nombraron 11. Otros menos poblados (Puntarenas, Limón, Pococí, Heredia, Cartago, La Unión, San Carlos, Goicoechea, Pérez Zeledón, etc.) nombraron 9. Otros aún más pequeños (Tibás, Grecia, Vázquez de Coronado, Montes de Oca, Siquirres, Escazú, Turrialba, etc.) nombraron 7 regidores. Finalmente, los más pequeños (Turrubares, San Mateo, Santa Ana, Mora, Montes de Oro, Talamanca, etc.) nombraron 5.